# Смирнов, Дмитрий Генрихович
Дмитрий Генрихович Смирнов (род. 12 августа 1958 года, Харьков, СССР) — советский политический деятель, российский топ-менеджер, предприниматель.
Депутат Верховного Совета СССР (1989—1991).

## Биография
Родился 12 августа 1958 года в городе Харькове.
В 1985 году с отличием окончил Харьковский политехнический институт имени В. И. Ленина, а в 1991 году с отличием окончил Академию народного хозяйства при Совете Министров СССР.
- до 1989 г. работал инженером-конструктором ОКБ НПО «ХЭМЗ».
- 1989—1991 Депутат Верховного Совета СССР от Харьковского-Московского территориального избирательного округа № 521 г. Харькова. Член Плановой и бюджетно-финансовой комиссии Советского Союза. Председатель подкомиссии по контролю за исполнением Союзного бюджета. Председатель комиссии по обеспечению депутатской деятельности.
- 1993-1994 главный специалист отдела Управления по связям с органами власти, общественностью и средствами массовой информации Министерства топлива и энергетики РФ.
- 1994—1997 директор, вице-президент ЗАО "Управляющая Компания «Юнайтед Норд».
- 1998—2000 коммерческий директор, вице-президент ОАО «Дирекция межправительственной инновационной рудной программы».
- 2000—2010 генеральный директор Некоммерческого партнерства Телекомпании «Экология».
- 2006 — н/в предприниматель. Сферы деятельности: консультирование по вопросам коммерческой деятельности и управления, международный товарооборот.

## Благотворительность
- Активно помогает в восстановлении храма преподобного Серафима Саровского в г. Сосенский
- Помогает строительству храма РПЦ святителя Николая Чудотворца в Лимассоле (Кипр)
- Помогает Благотворительному фонду поддержки ветеранов группы специального назначения органов государственной безопасности «ВЫМПЕЛ»

## Награды
- медаль 200 лет МВД России.